# Víctor Salas Baños
Víctor Salas Baños (Morón de la Frontera, Andalusia, 16 de juny de 1980), és un exfutbolista andalús que jugava com a migcampista.
Va acumular 208 partits i 17 gols durant vuit temporades a segona divisió, representant a la competició el Sevilla FC, la UD Almeria, el Poli Ejido, el CE Castelló i la SD Ponferradina. Va jugar també a La Liga amb el primer club.

## Trajectòria
Víctor Salas va començar a jugar a futbol en l'equip aleví de la seva localitat natal per a passar en categoria cadet a la pedrera del Sevilla FC. Passa pels diferents equips inferiors de l'entitat sevillista i després de quedar subcampió de la Copa de Campions de Lliga Juvenil en la temporada 1998/99 és ascendit al Sevilla FC B per a jugar en Segona B.
La temporada 1999/2000 juga amb l'equip filial i els seus bons partits fan que debuti amb el Sevilla FC en Primera el 4 de desembre de 1999 davant el València CF. És una temporada nefasta per al Sevilla FC, tant el primer equip com el B descendeixen de categoria. Al seu equip, el migcampista seria un dels suplents més recorreguts en els diferents anys que hi va romandre.
Al cap de poc d'iniciar la seua cinquena campanya al Sánchez Pizjuan, concretament al desembre de 2003, passa a jugar en les files de la UD Almería en Segona i a l'acabar la temporada signa contracte amb el Polideportivo Ejido en el qual roman 3 temporades més. Quan finalitza la seva relació contractual amb els andalusos és fitxat pel CE Castelló.
A la temporada 09/10 el jugador és presentat com l'últim fitxatge de la plantilla de la SD Ponferradina per a eixa campanya.